# Siloé (réacteur)
Siloé est un réacteur nucléaire de recherche, de type piscine à cœur ouvert, d'une puissance thermique de 35 mégawatts, entré en divergence en 1963 et arrêté définitivement en 1997, puis en phase terminale de démantèlement en janvier 2013. Il est situé sur le site du Centre d’étude nucléaire de Grenoble, dans le polygone scientifique de Grenoble

## Histoire
Le 7 novembre 1967, le réacteur a subi une fusion partielle du cœur lors d'une expérience de surpuissance. Une augmentation rapide des débits de dose par rayonnement fut ensuite observée, ce qui entraîna l’évacuation du bâtiment du réacteur et des bâtiments annexes, ainsi que l’utilisation des pièges à iode du système de ventilation de secours. Cet incident a conduit à la fusion de 187 g d’alliage d’uranium et d’aluminium (enrichi à 93 % en uranium 235), correspondant à une masse de 36,8 g d’uranium 235 dont 18 g ont été relâchés dans le circuit primaire puis récupérés dans des réservoirs un an plus tard.
Le réacteur Siloé est arrêté en 1997 en raison de sa trop grande proximité avec la ville de Grenoble. Le cœur du réacteur Siloé est constitué de combustible nucléaire en uranium enrichi à 90 % placé dans une piscine d'eau ordinaire. 
Le réacteur est entré en phase de démantèlement nucléaire après le décret du 26 janvier 2005 autorisant la mise à l’arrêt définitif et le démantèlement de l’installation. D’après la commission locale d’information de Grenoble, le coût du démantèlement de Siloé s'élève à 100 millions d'euros et se décompose comme suit : opérations 47 M€, déchets 22 M€ et surveillance 32 M€. Selon le responsable du démantèlement à Grenoble, l’impact des rejets radioactifs est extrêmement faible pour les travailleurs et inexistant pour les populations alentour. Le bâtiment réacteur a été démoli en janvier-février 2013,, et le déclassement de l'installation a été prononcé le 8 janvier 2015 par l'ASN.